# Isaak Markovič Chalatnikov
Isaak Markovič Chalatnikov (17. října 1919 – 9. ledna 2021) byl sovětský, později ruský fyzik, známý díky jeho podílu na BKL (BCHL) teorii v obecné teorii relativity.

## Život a kariéra
Narodil se do židovské rodiny v Dnipru. Absolvoval Oles Honchar Dnipro National University, kde získal titul z fyziky v roce 1941. Od roku 1944 byl členem Komunistické strany Sovětského svazu. V roce 1952 získal doktorát. Jeho manželka Valentina byla dcerou revolucionáře Nikolaje Alexandroviče Ščorse.
Chalatnikov velmi často a intenzivně spolupracoval s Lvem Davidovičem Landauem, společně vytvořili například Landauovu-Chalatnikovovu teorii supratekutosti.
V roce 1970 byl inspirován mixmaster modelem, který na Princetonské univerzitě zavedl Charles Misner. Chalatnikov pak ve spolupráci s Vladimirem Bělinským a Jevgenijem Lifšicem zavedli Bělinského-Chalatnikovovu-Lifšicovu domněnku, považovanou za jeden z nejvýznamnějších otevřených problémů v obecné relativitě.
Od roku 1965 až do roku 1992 řídil Landaův ústav teoretické fyziky v Moskvě. V roce 1984 byl zvolen členem Sovětské akademie věd. Obdržel Landauovu cenu a Humboldtovu cenu a byl zvolen zahraničním členem Královské společnosti.
Jeho postava se objevuje ve filmu Teorie všeho, kde ho hraje Georg Nikoloff.

## Ocenění
Za svou práci získal řadu ocenění. Je držitelem Řádu Za zásluhy o vlast, Řádu Říjnové revoluce nebo Řádu vlastenecké války.